# テトラテルペン

クリプトキサンチンの化学構造。キサントフィル型のテトラテルペノイドで黄色を呈する。

テトラテルペン（英: tetraterpene）は、8つのイソプレン単位から構成される分子式C40H64のテルペンである。テトラテルペノイド（英: tetraterpenoid）は、酸化や環化等の化学修飾を受けたテトラテルペンである。
テトラテルペンの例には、以下のものがある。
フィトエンは2つのゲラニルゲラニル二リン酸分子がhead-to-headで縮合することで生合成される。カロテノイドは他のテトラテルペンのグループで、おそらく最もよく研究されている。カロテノイドは重要な生物学的機能を持っており、光捕集、抗酸化活性、フリーラジカルからの保護、植物ホルモンの合成、生体膜の構造的構成要素など多岐にわたる。生物学的重要性の他にも、カロテノイドは食品や製薬産業において高い価値を持つ化合物である。カロテノイドは光合成生物と非光合成生物の双方で合成されるが、光合成生物では光捕集反応中心の補助色素として必須の構成要素である。キサントフィルは他のテトラテルペンのグループで、自然界に広く分布する色素である。